# Redovisning
Redovisning är ett område inom företagsekonomi, som syftar till att dokumentera organisationers resurshantering. Detta uppnås bland annat genom att redovisa ekonomiskt resultat samt den ekonomiska ställning som föreligger vid en given tidpunkt, bokslutsdagen. 
All monetär ekonomisk verksamhet i ett modernt samhälle ska redovisas, inklusive varu- och tjänsteproduktion samt finansiell verksamhet. Alla företag och föreningar måste därför ha en ordnad bokföring, som avslutas med ett årsbokslut och fastställs på årsstämma.
Med bokföring avses insamlandet av finansiell information medan sammanställandet av detta till exempelvis årsredovisningar kallas redovisning.

## Redovisningens syfte
En fungerande redovisning och jämförbar ekonomisk information är till gagn för samhället och alla som har ett intresse av ett företag. Exempelvis förlitar sig ett företags intressenter, det vill säga ägare, anställda, offentlig sektor, finansiärer, leverantörer och kunder i varierande omfattning på den ekonomiska information som företaget lämnar ifrån sig. Årsbokslutet kan vara underlag för bedömningar som investeringsbeslut, kreditansökningar och hur mycket skatt som ska tas ut. Tydliga redovisningsregler vars enhetliga tillämpning det finns tilltro till underlättar tolkning och jämförelser över tiden och mellan olika företag och minskar därför osäkerheten bland intressenterna och därmed transaktionskostnader, vilket möjliggör en förbättrad kapitalallokering i samhället som helhet.
Redovisning kan ofta vara föremål för revision: då en oberoende revisor går igenom redovisningen och tar ställning till om den är rättvisande. Det är dock alltid primärt företagsledning och styrelsens ansvar att redovisningen är korrekt. Revisorn gör enbart en bedömning och uttalande utifrån revisionen. En revision syftar dock till att öka tilltron till redovisningen och minska behovet för läsaren av den ekonomiska informationen att göra egna undersökningar om redovisningen är korrekt.

## Regelverk för redovisning
Grunden för all redovisning är att den ska ske enligt god redovisningssed. Med det menas att med utgångspunkt från de lagar som finns tillämpa de redovisningsrekommendationer som utges av de normsättande organisationer som finns inom redovisningsområdet.

### IFRS
IFRS eller International Financial Reporting Standards är ett internationellt regelverk som sedan 2005 ska tillämpas av alla svenska bolag noterade på börs. Regelverket används även av andra bolag som antingen är dotterbolag till noterade bolag i Sverige eller utomlands eller av bolag som vill ha en kvalitet på sin redovisning som är jämförbar med noterade bolag.

### US GAAP
US GAAP eller de amerikanska General Accepted Accounting Principles är god redovisningssed för bolag i USA. Redovisning enligt US GAAP är inte tillåten för ett legalt årsbokslut i Sverige. Många svenska bolag producerar dock utöver bokslut upprättade enligt god redovisningssed i Sverige alternativa US GAAP-bokslut för att rapportera till amerikanska ägare eller för att publicera på amerikansk börs.

### FAR
Revisorernas branschorganisation FAR, och tidigare föregångaren Föreningen Auktoriserade Revisorer, har en redovisningskommitté som utkommit med redovisningsrekommendationer. Sedan Redovisningsrådet tillkom har FAR framförallt utgjort remissinstans för redovisningsfrågor och inte utkommit med egna rekommendationer.

## Årsredovisningens delar
Formkraven på en upprättad årsredovisning varierar beroende på verksamhetens natur och omfattning. I allmänhet brukar årsredovisningen bestå av följande delar:
- Förvaltningsberättelse med förslag på resultatdisposition
- Resultaträkning
- Balansräkning
- Kassaflödesanalys, tidigare kallat Finansieringsanalys (ett krav för vissa större företag)
- Notapparat

De årsredovisningar som varit föremål för en revision har även en bifogad revisionsberättelse.

## Sverige
Svenska organisationer vägleds av olika regelverk beroende på vilken typ av verksamhet som bedrivs, storlek, associationsform och ägande.

### Skattelagstiftning
Utgångspunkten för att fastställa ett beskattningsbart resultat är ofta god redovisningssed. Skattelagstiftningen har därutöver ett antal specialregler för exempelvis avskrivningar. Inkomstskattelagen och Skatteverkets anvisningar har därför i vissa fall påverkat praxis för redovisningen.

### Bolagsverket
Bolagsverket är tillsynsorgan och för register över exempelvis aktiebolag i Sverige. Samtliga aktiebolag och många andra associationsformer är skyldiga att skicka in årsredovisning till Bolagsverkets kontor i Sundsvall efter fastställelse på årsstämma varefter årsredovisningen arkiveras och blir offentlig handling.

## Redovisningstermer
- Aktiverad kostnad